# Eulophus orgyiae
Eulophus orgyiae is een vliesvleugelig insect uit de familie Eulophidae. De wetenschappelijke naam is voor het eerst geldig gepubliceerd in 1856 door Fitch.